# Flugplatz Klietz/Scharlibbe

i7
i11
i13
Der Flugplatz Klietz/Scharlibbe (ICAO-Code: EDCL) ist ein Sonderlandeplatz in Scharlibbe im Landkreis Stendal. Er ist für Segelflugzeuge, Motorsegler, Ultraleichtflugzeuge und Motorflugzeuge mit einem Höchstabfluggewicht von bis zu zwei Tonnen zugelassen.